# Séisme profond

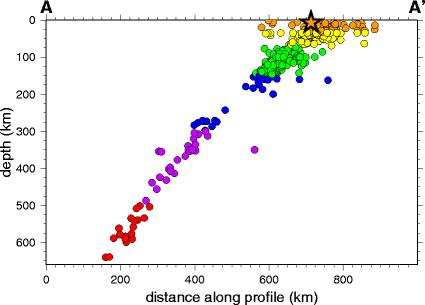
Coupe transversale de sismicité dans une partie de la zone de subduction des îles Kouriles. De nombreux tremblements de terre profonds s'y sont produits.

Un séisme profond ou séisme à foyer profond en sismologie est un séisme dont l'hypocentre se trouve à une profondeur dépassant 300 km. Il se produit presque exclusivement aux frontières convergentes en association avec la lithosphère océanique subductée et le long d'une zone tabulaire plongeante sous la zone de subduction connue sous le nom de plan de Wadati-Benioff.

## Découverte
Les premières preuves de l'existence de séismes profonds ont été présentées à la communauté scientifique en 1922 par Herbert Hall Turner. En 1928, Kiyoo Wadati a confirmé la présence de tremblements de terre se produisant sous la lithosphère, réfutant ainsi l'idée selon laquelle les séismes ne se produisent qu'à faible profondeur focale.

## Caractéristiques sismiques
Les tremblements de terre profonds génèrent des ondes de surface (en) réduites. En raison de leur profondeur focale, les tremblements de terre profonds sont moins susceptibles de générer des ondes sismiques à forte énergie concentrée en surface. Le parcours des ondes sismiques profondes, du foyer au point d'enregistrement, ne traverse qu'une seule fois le manteau supérieur hétérogène et la croûte très variable. Par conséquent, les ondes corporelles subissent moins d'atténuation et de réverbération que les ondes sismiques provenant de tremblements de terre peu profonds, ce qui se traduit par des pics d'ondes corporelles plus marqués.

## Mécanismes focaux
Le modèle de rayonnement énergétique d'un tremblement de terre est représenté par la solution du tenseur des moments, qui est graphiquement illustrée par des diagrammes de ballon de plage. Un mécanisme explosif ou implosif génère une source sismique isotrope. Un glissement le long d'une surface de faille plane produit une source dipôle. Un mouvement uniforme vers l'extérieur dans un seul plan, résultant d'un raccourcissement normal, est appelé source dipolaire vectorielle linéaire compensée. La sismologie a démontré que les séismes profonds résultent d'une combinaison de ces sources. Les mécanismes focaux des séismes à foyers profonds ont pour paramètre leur position dans les plaques tectoniques subductrices. Au delà de 400 km, la compression en aval-pendage domine, tandis qu'à des profondeurs entre 250 et 300 km (où se produisent peu de séismes par rapport à la profondeur), le régime de contraintes est plus ambigu mais plus proche de la tension en aval-pendage,.

## Processus physique
Les séismes superficiels se produisent lorsque l'énergie élastique accumulée dans la roche est libérée brusquement par fracture fragile et glissement le long de surfaces planes. En revanche, le mécanisme physique des séismes profonds reste mal compris. Il est attendu que la lithosphère subduite, soumise à des pressions et des températures élevées à des profondeurs dépassant les 300 km, réponde aux contraintes par déformation plastique plutôt que par cassure. Plusieurs mécanismes physiques ont été proposés pour la nucléation et la propagation des séismes profonds ; cependant, le processus exact n'est pas encore expliqué dans le domaine de la sismologie des profondeurs.
Les quatre sections suivantes exposent des propositions visant à expliquer le mécanisme physique à l'origine des séismes profonds. À l'exception des transitions de phase solide-solide, les théories proposées pour le mécanisme focal des tremblements de terre profonds occupent une position similaire dans la littérature scientifique actuelle.

### Transitions de phase solide-solide
Le premier mécanisme proposé pour expliquer la génération des séismes profonds est une implosion résultant d'une transition de phase du matériau vers une phase de densité plus élevée et de volume plus faible. Il est admis que la transition de phase de l'olivine à la spinelle se produit à une profondeur de 410 km à l'intérieur de la Terre. Cette hypothèse suggère que l'olivine métastable présente dans la lithosphère océanique subduite à des profondeurs supérieures à 410 km subit une transition de phase soudaine vers la structure de spinelle. L'augmentation de densité résultant de cette réaction entraînerait une implosion, provoquant ainsi le séisme. Cependant, ce mécanisme a été largement contesté en raison de l'absence d'une signature isotrope significative dans la solution du tenseur des moments des séismes profonds.

### Fragilisation par déshydratation
Les réactions de déshydratation des phases minérales à forte teneur en eau entraîneraient une augmentation de la pression interstitielle (en) dans une plaque de lithosphère océanique subduite. Ce phénomène diminue la contrainte normale effective dans la plaque, ce qui permet un glissement sur des plans de failles préexistants à des profondeurs nettement plus importantes que ce qui serait normalement possible. Plusieurs chercheurs[Qui ?] pensent que ce mécanisme ne joue pas un rôle significatif dans l'activité sismique au-delà de 350 km de profondeur du fait que la plupart des réactions de déshydratation se passent sous une pression de 5 à 10 GPa, ce qui correspond à des profondeurs de 150 à 300 km.

### Failles transformationnelles ou failles antifissures
Les failles transformationnelles, ou failles antifissures, sont le résultat de la transition de phase d'un minéral vers une phase de densité plus élevée, se produisant lors d'une contrainte de cisaillement dans une zone de cisaillement à grains fins. Cette transformation se produit le long du plan de contrainte de cisaillement maximale. Un cisaillement rapide peut alors se produire le long de ces plans vulnérables, entraînant un séisme selon un mécanisme similaire à celui des séismes de surface. L'olivine métastable subduite au-delà de la transition olivine-wadsleyite à des profondeurs de 320 à 410 km — selon la température — est un candidat potentiel à l'explication de telles instabilités. Parmi les contre-arguments à cette hypothèse, il y a l'exigence que la région de la faille soit très froide et contienne très peu d'hydroxyle lié aux minéraux. Des températures plus élevées ou des teneurs en hydroxyle plus élevées empêchent la préservation métastable de l'olivine jusqu'aux profondeurs des tremblements de terre les plus profonds.

### Instabilité de cisaillement / emballement thermique
Une instabilité de cisaillement survient lorsque la chaleur générée par la déformation plastique s'accumule plus rapidement qu'elle ne se dissipe. Ce qui entraîne un emballement thermique (en), une rétroaction positive de chauffage, d'affaiblissement du matériau et de localisation des déformations dans la zone de cisaillement. Un affaiblissement continu peut amener une fusion partielle le long des zones de contrainte de cisaillement maximale. Les instabilités de cisaillement plastique menant à des tremblements de terre n'ont pas été observées dans la nature ni observées dans les matériaux naturels en laboratoire. Leur pertinence pour expliquer les séismes profonds réside donc dans des modèles mathématiques qui utilisent des propriétés matérielles et des comportements rhéologiques simplifiés pour simuler les conditions naturelles.

## Zones sismiques profondes

### Zones principales

#### Asie de l'Est / Pacifique occidental
Aux limites de la plaque pacifique et des plaques océaniques d'Okhotsk et philippine se trouve une des régions sismiques profondes les plus actives au monde, générant de nombreux tremblements de terre conséquents, notamment le séisme de la mer d'Okhotsk de 2013 de Mw 8.3. Comme dans de nombreuses régions, les tremblements de terre de la zone sont causés par des contraintes internes sur la plaque pacifique subductée, car elle est poussée plus profondément dans le manteau.

#### Philippines
Une zone de subduction constitue la majeure partie de la frontière entre la plaque maritime des Philippines et la plaque de la Sonde, la faille étant en partie responsable du soulèvement des Philippines. Les sections les plus profondes de la plaque en mer des Philippines provoquent des tremblements de terre émis à 675 km sous la surface. Les séismes profonds notables dans cette région comprennent un Mw 7,7 en 1972 et Mw 7,6, 7,5 et les séismes de Mindanao de 2010 d'une magnitude de 7,3.

#### Indonésie
La plaque australienne s'enfonce sous la plaque de la Sonde, créant un soulèvement sur une grande partie du sud de l'Indonésie, ainsi que des tremblements de terre à des profondeurs allant jusqu'à 675 km. Les séismes profonds notables dans cette région comprennent un Mw 7,9 en 1996 et Mw 7,5 en 2007.

#### Papouasie-Nouvelle-Guinée / Fidji / Nouvelle-Zélande
La zone de failles profondes la plus active au monde est celle provoquée par la subduction de la plaque pacifique sous la plaque australienne, la plaque des Tonga et la plaque des Kermadec. Des tremblements de terre ont été enregistrés à des profondeurs de plus de 735 km, la plus grande profondeur d'hypocentres jamais enregistrée. La vaste zone de subduction voit l'occurence de tremblements de terre profonds localisés de la Papouasie-Nouvelle-Guinée aux Fidji en passant par la Nouvelle-Zélande, bien que l'angle de collision des plaques fasse que la zone entre Fidji et la Nouvelle-Zélande soit la plus active, avec des tremblements de terre. Mw 4.0 ou supérieur se produisant presque quotidiennement. Les séismes profonds notables dans cette région comprennent le séisme de 2018 aux Fidji de Mw 8,2 et 7,9, et un séisme de magnitude 7,8 en 1919.

#### Andes
La subduction de la plaque de Nazca sous la plaque sud-américaine, en plus de déclencher l'orogénèse des Andes, a également créé un certain nombre de failles profondes sous la surface de la Colombie, du Pérou, du Brésil, de la Bolivie, de l'Argentine et même du Paraguay. Les séismes se produisent fréquemment dans la région à des profondeurs allant jusqu'à 670 km sous la surface. Plusieurs grands tremblements de terre ont eu lieu ici, dont le séisme de 1994 en Bolivie de Mw 8.2 (hypocentre à 631 km de profondeur), le séisme de 1970 en Colombie Mw 8,0 (à 645 km de profondeur) et le séisme de 1922 au Pérou de Mw 7,9 (à 475 km de profondeur).

### Zones mineures

#### Grenade, Espagne
À environ 600 à 630 km sous la ville de Grenade dans le sud de l'Espagne, plusieurs grands tremblements de terre ont été enregistrés dans l'histoire moderne, dont notamment un Mw 7,8 en 1954, et un Mw 6,3 en 2010. Comme l’Espagne n’est située à proximité d’aucune zone de subduction connue, la cause exacte des tremblements de terre reste inconnue.

#### Mer tyrrhénienne
La mer Tyrrhénienne, à l'ouest de l'Italie, est le théâtre d'un grand nombre de séismes profonds pouvant atteindre 520 km sous la surface. Cependant, très peu de de ceux-ci se produisent dans les profondeurs de moins de 100 km, la majorité provenant d'une profondeur d'environ 250 à 300 km. Cette absence de tremblements de terre superficiels laisse penser que les failles proviennent d'une ancienne zone de subduction qui a commencé à se subduire, il y a moins de 15 millions d'années et s'est en grande partie achevée, il y a environ 10 millions d'années, et n'est plus visible à la surface. En raison du taux de subduction calculé, la cause de la subduction était probablement due à une contrainte interne sur la plaque eurasienne, plutôt qu'à la collision des plaques africaine et eurasienne, cause de la subduction moderne pour la mer Égée et les microplaques anatoliennes voisines.

#### Afghanistan
Dans le nord-est de l'Afghanistan, un certain nombre de tremblements de terre profonds d'intensité moyenne, atteignant des profondeurs allant jusqu'à 400 km se produisent occasionnellement. Ils sont causés par la collision et la subduction de la plaque indienne sous la plaque eurasienne, les séismes les plus profonds émanant des sections les plus subductées de la plaque.

#### Îles Sandwich du Sud
Les îles Sandwich du Sud, situées entre l'Amérique du Sud et l'Antarctique, sont le théâtre de nombreux séismes allant jusqu'à 320 km en profondeur. Ils sont causés par la subduction de la plaque sud-américaine sous la plaque sandwich sud.

### Séismes profonds notables
Le séisme profond le plus puissant répertorié dans les enregistrements sismiques a été le séisme de magnitude 8,3 en mer d'Okhotsk, survenu à une profondeur de 609 km en 2013. Le séisme le plus profond jamais enregistré était un petit tremblement de terre de 4,2 sous Vanuatu à une profondeur de 735,8 km en 2004. Toutefois, une réplique du tremblement de terre d'Ogasawara en 2015 pourrait s'être produite à une profondeur de 751 km.